# Shantanu Narayen
Shantanu Narayen, né le 27 mai 1963 à Hyderabad, est l'actuel président-directeur général d'Adobe Systems depuis 2007. Avant ce poste il a été président et directeur général.

## Biographie

### Formation
Shantanu Narayen est diplômé d'un bachelor de l'Université Osmania en Inde, d'une maîtrise en administration des affaires de l'université de Berkeley et d'un master en sciences de l'informatique à l'université Bowling Green State dans l'Ohio.

### Carrière

#### Début professionnel
Shantanu Narayen commence sa carrière au sein du groupe Apple, comme manager, puis rejoint Silicon Graphics en qualité de directeur. Il crée ensuite la société Pictra (partage de photos). 

#### Adobe Systems
En 1998, Shantanu Narayen est embauché par Adobe Systems comme vice-président responsable du département technologique. En 1999 il devient responsable des produits à l’international, puis, deux ans plus tard, vice-président général . 
En décembre 2007 il est nommé président directeur général du groupe.

#### Autres mandats
- Membre du conseil d'administration de Pfizer[6].

## Vie privée
Shantanu Narayen a grandi en Inde, dans la ville de Hyderabad. Sa mère enseignait la littérature américaine et son père était directeur d’une compagnie de fabrication de plastiques. 